# 희소성

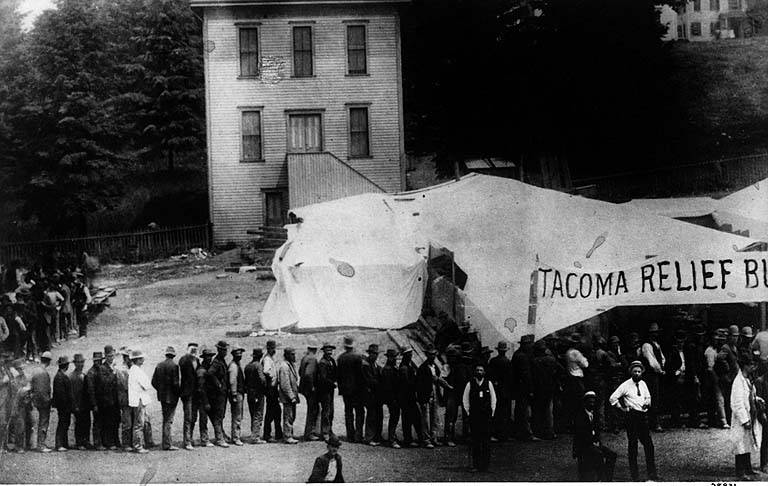
1889년 6월 6일 시애틀 대화재 이후 구호 텐트에서 수프와 빵을 받기 위해 줄을 선 사람들

경제학에서 희소성(稀少性, scarcity)은 "최고의 기술 지식이 제한된 최대량의 각 경제재만을 생산하는 데 사용할 수 있는 유한한 양의 인간 및 비인간 자원만이 존재한다는 삶의 기본적인 사실"을 의미한다. 희소성의 조건이 존재하지 않고 "모든 재화가 무한히 생산되거나 인간의 욕구가 완전히 충족될 수 있다면... 경제재, 즉 상대적으로 희소한 재화는 없을 것"이다. 희소성은 시장이나 일반 대중이 수요할 수 있는 상품의 제한된 가용성을 의미한다. 희소성에는 상품을 구매할 자원의 개인적인 부족도 포함된다. 희소성의 반대는 풍요이다. 희소성 서사의 일부 비판은 충분하다는 증거가 간과되거나 무시되는 풍요의 부정 현상을 강조한다. 희소성은 경제 이론에서 핵심적인 역할을 하며 "경제학 자체의 적절한 정의"에 필수적이다.
"가장 좋은 예는 아마 발라스의 사회적 부, 즉 경제재의 정의일 것이다. 발라스는 '사회적 부란 모든 사물, 즉 물질적이든 비물질적이든 (이 맥락에서는 중요하지 않음) 희소한 것, 즉 한편으로는 우리에게 유용하고 다른 한편으로는 제한된 양으로만 우리에게 이용 가능한 것을 의미한다'고 말한다."— 귀도 몬타니 (1987)

영국의 경제학자 라이어널 로빈스는 희소성을 사용한 경제학의 정의로 유명하다: "경제학은 대안적인 용도를 가진 희소한 수단과 목적 간의 관계로 인간 행동을 연구하는 과학이다." 경제 이론은 절대적 희소성과 상대적 희소성을 별개의 개념으로 보며 "상대적 희소성이 경제학을 정의한다는 점을 강조하는 데 빠르다." 현재의 경제 이론은 "사람들이 소비하고 싶어 하는 모든 재화를 생산할 자원이 충분하지 않기 때문에 재화가 희소하다"는 상대적 희소성의 개념에서 크게 파생되었다.

## 개념
폴 새뮤얼슨이 주류 경제 사상의 "정석 교과서"인 『경제학』에서 정의한 경제적 희소성은 "최고의 기술 지식이 제한된 최대량의 각 경제재만을 생산하는 데 사용할 수 있는 유한한 양의 인간 및 비인간 자원만이 존재한다는 삶의 기본적인 사실을 의미한다... (생산가능곡선(PPC)에 개략적으로 설명되어 있다)." 희소성의 조건이 존재하지 않고 "모든 재화가 무한히 생산되거나 인간의 욕구가 완전히 충족될 수 있다면... 경제재, 즉 상대적으로 희소한 재화는 없을 것"이다.
이러한 경제적 희소성은 자원 한계 때문만은 아니고 인간 활동이나 사회적 공급의 결과이다. 희소성에는 상대적 희소성과 절대적 희소성 두 가지 유형이 있다.

### 맬서스와 절대적 희소성
토머스 로버트 맬서스는 "과학적으로나 이념적으로나 거의 두 세기 동안 전 세계 기아와 기근에 대한 논쟁을 지배했던 통념의 이론적 토대"를 마련했다. 1798년 저서 『인구론』에서 맬서스는 한 국가의 식량 생산 증가가 인구 복지를 향상시켰지만, 인구 증가를 초래하여 일시적이었고, 이는 다시 1인당 생산량을 원래 수준으로 되돌렸다고 관찰했다. 즉, 인간은 높은 생활 수준을 유지하기보다는 인구 증가를 위해 풍요를 활용하려는 경향이 있었는데, 이는 "맬서스 트랩" 또는 "맬서스 망령"으로 알려진 견해이다. 인구는 하층 계급이 고난, 궁핍, 기근과 질병에 더 취약해질 때까지 증가하는 경향이 있었으며, 이는 때때로 맬서스 재앙이라고 불린다. 맬서스는 18세기 유럽에서 사회가 개선되고 원칙적으로는 완벽해질 수 있다고 보는 일반적인 견해에 반대하여 글을 썼다.

맬서스 재앙의 도식

맬서스주의는 인구 증가가 잠재적으로 기하급수적인 반면 식량 공급 또는 기타 자원의 증가는 선형적이어서 결국 생활 수준을 인구 감소를 유발하는 지점까지 낮춘다는 사상이다. 이는 맬서스가 1798년 저작 『인구론』에서 제시한 정치경제 사상에서 비롯된다. 맬서스는 주어진 시점에서 식량 공급에 따라 인구 증가를 제한하는 두 가지 유형의 상시적인 "제약"이 계속 작용한다고 믿었다:
- 예방적 제약, 예를 들어 도덕적 절제나 입법 조치 — 예를 들어 개인이 금욕을 하고 재정 상태가 안정될 때까지 결혼을 미루는 선택, 또는 정부가 "부족"하거나 "부적합"하다고 판단하는 사람들의 법적 혼인이나 양육권을 제한하는 것.[13]
- 적극적 제약, 예를 들어 질병, 기아, 전쟁과 같이 높은 조기 사망률을 초래하는 것 — 이는 맬서스 재앙이라고 불린다. 인접한 다이어그램은 기존 인구와 식량 공급 측면에서 그러한 사건이 발생할 추상적인 지점을 보여준다: 인구가 공유 공급의 수용 능력에 도달하거나 초과할 때, 균형을 회복하기 위해 적극적 제약이 강제로 발생한다. (실제로 상황은 식량, 물 및 기타 자원에 대한 접근성의 복잡한 지역적 및 개인적 불균형으로 인해 훨씬 더 미묘할 것이다.) [13] 적극적 제약은 본질적으로 더 "극단적이고 비자발적"이다.[8]

다우드는 다음과 같이 주장한다.
식량 생산 가능성의 약한 확장과 비교하여 강한 번식 욕구는 매우 빠르게 희소성, 즉 기아 상태를 초래할 것이다. 식량 요구량과 식량 생산 능력 사이의 이 근본적인 관계는 인구 증가에 대한 궁극적인 제약이다. -다우드, 2010
맬서스주의에는 두 가지 유형의 희소성이 내포되어 있는데, 즉 식량 또는 "요구량"의 희소성과 이러한 식량 필요 또는 "이용 가능한 양"을 직접적으로 충족시키는 대상의 희소성이다. 이들은 본질적으로 절대적이며 희소성, 풍요, 충분성의 경제적 개념을 다음과 같이 정의한다:
- 절대적 충분성은 식량 필요에 대한 인간의 요구량과 유용한 재화의 이용 가능한 양이 동일한 상태이다.
- 절대적 희소성은 식량 필요에 대한 인간의 요구량이 유용한 재화의 이용 가능한 양보다 큰 상태이다.

다우드는 달리(1977)를 인용하여 다음과 같이 진술한다.
"(절대적 희소성은...) 일반적으로 자원의 희소성, 궁극적인 수단의 희소성을 의미한다. 절대적 희소성은 인구 증가와 1인당 소비가 생물권의 수용 능력에 점점 더 가까워짐에 따라 증가한다. 이 개념은 자원 간의 모든 경제적 대체가 이루어질 것이라고 가정한다(이것은 상대적 희소성이다). 그러한 대체는 확실히 절대적 희소성의 부담을 완화할 것이지만, 그것을 제거하거나 궁극적인 증가를 막지는 못할 것이다." -달리 1977: 39
- 절대적 풍요는 유용한 재화의 이용 가능한 양이 식량 필요에 대한 인간의 요구량보다 큰 상태이다.

### 로빈스와 상대적 희소성
라이어널 로빈스는 런던 정치경제대학교의 경제학과 저명한 구성원이었다. 그는 "인간은 가질 수 없는 것을 원한다"는 인용구로 유명하다. 로빈스는 자유 시장 경제학자로, 그리고 그의 경제학의 정의로 알려져 있다. 이 정의는 로빈스의 에세이에 다음과 같이 나타난다.
"경제학은 대안적인 용도를 가진 희소한 수단과 목적 간의 관계로 인간 행동을 연구하는 과학이다."
로빈스는 이 정의를 뒷받침하기 위해 네 가지 조건이 필요하다고 보았다:
- 의사 결정자는 더 많은 소득과 더 많은 소득 창출 자산을 원한다.
- 의사 결정자는 둘 다 선택할 수단이 없다. 이 경우 수단은 식별되지 않는다.
- 의사 결정자는 소득과 소득 창출 자산 모두를 "증대" (로빈스)할 수 있다. 이 경우 암묵적으로 이는 제한된 능력이며, 그렇지 않으면 프로젝트 이해 관계자는 희소성에 종속되지 않을 것이다.
- 의사 결정자가 소득과 소득 창출 자산의 다양한 구성 요소에 대한 욕구는 다르다.[14] 로빈스는 나중에 그의 에세이에서 이 네 번째 조건이 "중요도 순으로 구별될 수 있다면, 행동은 필연적으로 선택의 형태를 띠게 된다"고 다시 진술할 수 있다고 결정적으로 지적한다.[14] 로빈스는 이러한 조건을 뒷받침하기 위해 필요의 계층이 있어야 한다고 주장했다.

따라서 의사 결정자는 선택을 행사해야 한다. 즉, "경제화"해야 한다. 로빈스는 "...(이해 관계자의)... 시간과 자원의 배치가 (그들의) 욕구 체계와 관계를 맺고 있다"고 주장한다. 이 정의는 "특정 종류의 행동을 골라내는" 분류적인 것이 아니라 "희소성의 영향에 의해 부과되는 형태라는 행동의 특정 측면에 주의를 집중시키는" 분석적인 것이다.
"(목표를 달성하기 위한 시간과 수단이 제한되어 있고 대안적인 적용이 가능하며, 목표가 중요도 순으로 구별될 수 있다면, 행동은 필연적으로 선택의 형태를 띤다. 한 목표를 달성하기 위해 시간과 희소한 수단을 수반하는 모든 행동은 다른 목표를 달성하기 위해 그것들을 사용하는 것을 포기하는 것을 수반한다. 그것은 경제적 측면을 가진다."
이들은 본질적으로 상대적이며 희소성, 풍요, 충분성의 경제적 개념을 다음과 같이 정의한다:
- 상대적 충분성은 여러 가지 상이한 인간의 요구 사항과 대안적인 용도를 가진 가용량이 동일한 상태이다.
- 상대적 희소성은 여러 가지 상이한 인간의 요구 사항이 대안적인 용도를 가진 가용량보다 큰 상태이다.
- 상대적 풍요는 대안적인 용도를 가진 유용한 재화의 가용량이 여러 가지 상이한 인간의 요구 사항보다 큰 상태이다.

경제 이론은 절대적 희소성과 상대적 희소성을 별개의 개념으로 보며 "...상대적 희소성이 경제학을 정의한다는 점을 강조하는 데 빠르다." 상대적 희소성은 경제학의 출발점이다.

### 새뮤얼슨과 상대적 희소성
새뮤얼슨은 희소성의 조건이 존재하지 않고 "모든 재화가 무한히 생산되거나 인간의 욕구가 완전히 충족될 수 있다면... 상대적으로 희소한 재화인 경제재는 없을 것"이라고 관찰하면서 상대적 희소성의 개념을 경제재의 개념과 연결시켰다. 기본적인 경제적 사실은 "서로 다른 (재화)를 생산할 수 있는 총 자원의 제한 때문에 상대적으로 희소한 상품들 사이에서 선택이 필요하다"는 것이다.

### 현대적 희소성 개념
희소성은 제한된 자원과 이론적으로 무한한 욕구 사이의 간극을 의미한다. 희소성의 개념은 인간 기술의 발전된 단계에서도 상상할 수 있는 모든 인간의 욕구를 충족시킬 만큼 (어떤 것이) 결코 충분하지 않다는 것이다. 희소성은 원하는 희소한 자원을 얻기 위해 희생—무언가를 포기하거나, 트레이드오프—하는 것을 수반한다.
실제 세계의 희소성 조건은 희소한 자원을 위한 경쟁을 필연적으로 발생시키며, 경쟁은 "사람들이 누가 무엇을 얻을지 결정하는 데 사용되는 기준을 충족하기 위해 노력할 때" 발생한다.:p. 105 가격 시스템, 즉 시장 가격은 희소한 자원을 배분하는 한 가지 방법이다. "만약 한 사회가 돈을 지불할 의사에 따라 경제 계획을 조정한다면, 그 사회의 구성원들은 돈을 벌기 위해 [경쟁하기 위해 노력할 것이다]":p. 105 다른 기준이 사용된다면, 우리는 그러한 다른 기준에 따른 경쟁을 보게 될 것이다.
예를 들어, 공기는 금보다 우리에게 더 중요하지만, 공기의 생산 비용이 0이므로 단순히 덜 희소하다. 반면에 금은 생산 비용이 높다. 금을 찾고 가공해야 하는데, 둘 다 많은 자원을 필요로 한다. 또한 희소성은 모든 사회의 목표를 동시에 추구할 수 없음을 의미한다. 즉, 다른 목표와 상충되는 트레이드오프가 발생한다. 1932년의 영향력 있는 에세이에서 라이어널 로빈스는 경제학을 "목적과 대안적인 용도를 가진 희소한 수단 사이의 관계로 인간 행동을 연구하는 과학"으로 정의했다. 독점이나 수요 독점의 경우 인위적 희소성이 생성될 수 있다. 희소성은 또한 시장 지배를 시도하거나 다른 이유로 비축을 통해 발생할 수 있다. 일시적인 희소성은 공황 구매로 인해 발생할 수 있다(및 이를 유발할 수 있다).

## 희소재
희소재는 가격이 0일 때 공급량보다 수요량이 더 많은 재화이다. 희소성이라는 용어는 유한한 재화의 소유에 대한 갈등의 가능성을 나타낸다. 어떤 희소재에 대해 누군가의 소유와 통제는 다른 사람의 통제를 배제한다고 말할 수 있다. 희소성은 수요 유발, 공급 유발, 구조적 희소성이라는 세 가지 뚜렷한 범주로 나뉜다. 수요 유발 희소성은 자원 수요가 증가하고 공급은 동일하게 유지될 때 발생한다. 공급 유발 희소성은 수요에 비해 공급이 매우 적을 때 발생한다. 이는 주로 환경파괴 (탈산림화 및 가뭄)로 인해 발생한다. 마지막으로, 구조적 희소성은 정치적 갈등이나 위치로 인해 인구의 일부가 자원에 동등하게 접근하지 못할 때 발생한다. 이는 사막 국가들이 물에 접근할 수 없는 아프리카에서 발생한다. 물을 얻기 위해 그들은 물 자원을 가진 국가들과 여행하고 협정을 맺어야 한다. 일부 국가에서는 정치 집단이 양보나 돈을 위해 필수 자원을 인질로 잡는다. 공급 유발 및 구조적 자원 희소성은 국가에 가장 많은 갈등을 야기한다.

## 비희소재
반대편에는 비희소재가 있다. 이러한 재화는 가치가 없을 필요는 없으며, 어떤 것은 심지어 존재에 필수적일 수도 있다. 프랭크 페터는 그의 『경제 원리』에서 다음과 같이 설명한다.
"존재에 필수적인 것들도 풍부함 때문에 욕망과 선택의 대상이 되지 않을 수 있다. 이러한 것들을 자유재라고 한다. 그것들은 경제학자가 그 용어를 사용하는 의미에서 가치가 없다. 자유재는 넘치도록 존재하는 것들이다. 즉, 그것들에 의존할 수 있는 모든 욕구를 만족시킬 뿐만 아니라 충족시킬 만큼 충분한 양으로 존재한다."
희소재와 비교할 때, 비희소재는 소유권에 대한 분쟁이 있을 수 없는 재화이다. 누군가가 무언가를 사용한다고 해서 다른 사람이 그것을 사용하는 것을 막지는 않는다. 어떤 재화가 비희소재로 간주되려면, 그것은 무한히 존재하거나, 소유의 개념이 없거나, 무한히 복제될 수 있어야 한다.

## 같이 보기
- 가치의 역설
- 트레이드 오프